# لاري هينلي
لاري هينلي (بالإنجليزية: Larry Henley)‏ هو مغني وكاتب أغاني أمريكي، ولد في 30 يونيو 1937 في أرب في الولايات المتحدة، وتوفي في 18 ديسمبر 2014 في ناشفيل في الولايات المتحدة بسبب مرض آلزهايمر.

## وصلات خارجية
- الموقع الرسمي
- لاري هينلي على موقع IMDb (الإنجليزية)
- لاري هينلي على موقع ميوزك برينز (الإنجليزية)
- لاري هينلي على موقع ديسكوغز (الإنجليزية)